# فرانك جريفين
فرانك جريفين (بالإنجليزية: Frank Griffin)‏ هو كاتب سيناريو ومخرج وممثل أمريكي، ولد في 17 سبتمبر 1886 في الولايات المتحدة، وتوفي في 17 مارس 1953 بلوس أنجلوس في الولايات المتحدة بسبب نوبة قلبية.

## وصلات خارجية
- فرانك جريفين على موقع IMDb (الإنجليزية)
- فرانك جريفين على موقع أول موفي (الإنجليزية)
- فرانك جريفين على موقع قاعدة بيانات الأفلام السويدية (السويدية)
- فرانك جريفين على موقع قاعدة بيانات الفيلم (الإنجليزية)
- فرانك جريفين على موقع كينوبويسك (الروسية)
- فرانك جريفين على موقع كينوبويسك (الروسية)